# Inspizient Wehrpharmazie der Bundeswehr
Der Inspizient Wehrpharmazie der Bundeswehr (InspizWehrpharmBw) ist gleichzeitig Unterabteilungsleiter V „Wehrpharmazie“ im Kommando Sanitätsdienst der Bundeswehr. Er inspiziert im Auftrag des Inspekteurs des Sanitätsdienstes der Bundeswehr Sanitätsdienststellen und -einrichtungen.
Die Funktion des InspizWehrpharmBw hieß zuvor Inspizient Pharmazie und Sanitätsmaterial der Bundeswehr (InspizPharm/SanMatBw) und wurde mit heutiger Bezeichnung erstmals im Erlass des Bundesministeriums der Verteidigung vom 29. Juni 1984 definiert. Sie wird wahrgenommen durch den Unterabteilungsleiter V im Kommando Sanitätsdienst der Bundeswehr.
In seiner Funktion als Inspizient berät er in fachlichen Angelegenheiten der Wehrpharmazie den Inspekteur sowie  die General-/Admiralärzte der militärischen Organisationsbereiche sowie den Kommandoarzt des Einsatzführungskommandos der Bundeswehr. Ebenso ist er für die aufsichtsbehördliche Überwachung der Bundeswehrapotheken zuständig.

## Dienstposteninhaber
| Dienstgrad | Name                    | geboren       | Datum der Berufung | Ende der Berufung  | Herkunft 0Uniformträgerbereich |
| ---------- | ----------------------- | ------------- | ------------------ | ------------------ | ------------------------------ |
| OberstAp   | Arne Krappitz           | 15. Juli 1960 | 1. Dezember 2013   |                    | Heer                           |
| GenAp      | Wolfgang Ackermann      | 14. Aug. 1951 | 1. November 2010   | 30. November 2013  | Heer                           |
| GenAp      | Gerhard Bleimüller      | 25. Okt.1948  | 1. April 2004      | 31. Oktober 2010   | Heer                           |
| GenAp      | Michael Krohn           | 10. Apr. 1943 | 1. April 2000      | 31. März 2004      | Luftwaffe                      |
| GenAp      | Jörg Hoff               | 23. Jan. 1940 | 1. Oktober 1997    | 31. März 2000      | Heer                           |
| GenAp      | Ernst Schubert          | 28. Sep. 1937 | 1. April 1992      | 30. September 1997 | Heer                           |
| GenAp      | Hans-Joachim Krauss     | 16. März 1932 | 1. April 1987      | 31. März 1992      | Heer                           |
| GenAp      | Hanns Heidemanns        | 11. Jan.1927  | 1. April 1984      | 31. März 1987      | Heer                           |
| GenAp      | Waldemar Walther        | 30. März 1924 | 1. Oktober 1980    | 31. März 1984      | Heer                           |
| GenAp      | Walter Rahn             | 10. Jul.1920  | 1. Oktober 1977    | 30. September 1980 | Heer                           |
| GenAp      | Horst-Wolfgang Heise    | 15. Jun. 1917 | 1. Oktober 1972    | 30. September 1977 | Heer                           |
| GenAp      | Friedrich Ernst Zernial |               | 1. April 1970      | 30. September 1972 | Heer                           |
| GenAp      | Walter Kleinknecht      |               | 1. April 1965      | 31. März 1970      | Heer                           |